# Амашукелі Елгуджа Давидович
 Амашукелі Елгуджа Давидович (груз. ელგუჯა დავითის ძე ამაშუკელი; нар. 22 квітня, 1928 — †10 березня, 2002) — грузинський і радянський скульптор, народний художник СРСР (1988).

## Життєпис і творчість
Елгуджа Амашукелі народився в місті Тіфліс 22 квітня 1928 р. У 1950 — 1955 рр. отримав художню освіту в Тбіліській академії мистецтв у Н. П. Канделакі.

### Дебют

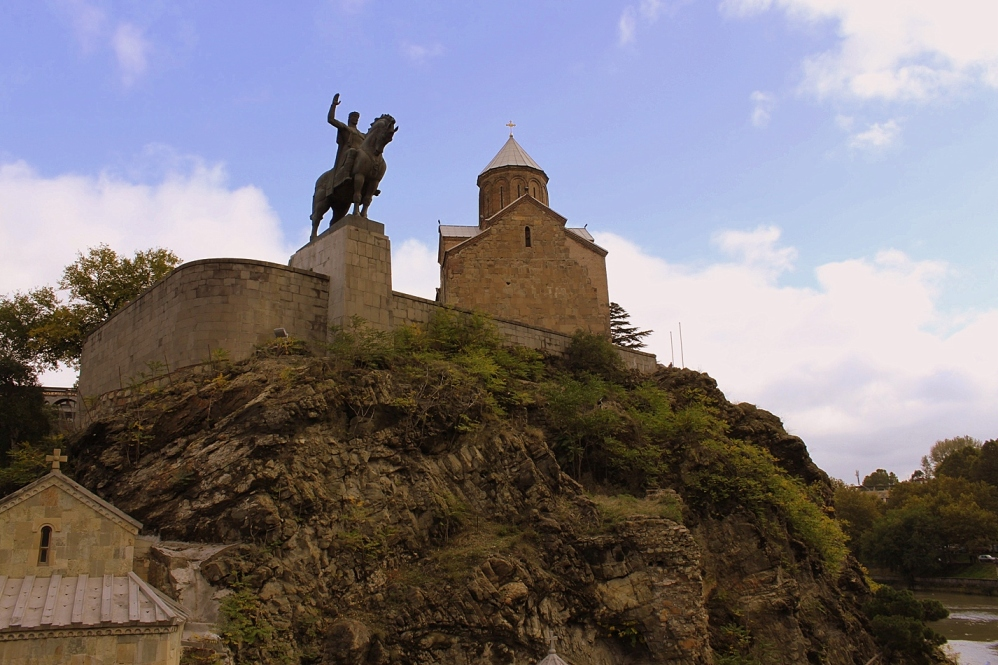
Ск. Амашукелі. Монумент засновнику Тбілісі — Вахтангу Горгасалі. Архітектори — Т. Канделакі та Д. Морбедадзе, бронза, гранит.

В повоєнні роки цікава національна традиція монументальної пластики склалася в Грузії. Серед її видатних представників був Елгуджа Амашукелі. Амбітний скульптор пішов на безпідставний до того крок — він створив монумент на горі Мтацмінда, збивши його з дощок. В скульптурі Грузії здавна поціновувались узагальнення при збережені карбованої форми, винятково красивого силуету. Все це мала і струнка жіноча фігура, збита з дощок. Її первісна назва — Дедекалакі (Мати міста). Її неможливо було не помітити. Нову фігуру обговорювали, сперечалися і визнали вдалою, її визнали самі городяни. Це був приголомшливий дебют скульптора і перший його значний успіх.
Дерево — нетривкий матеріал. Через декілька років скульптура стала невід'ємною частиною столиці, що не мала до цього значної мистецької вертикалі. Було прийняте рішення перевести монумент у тривалий матеріал. Скульптура всередині порожня, а ззовні облицьована алюмінієвими пластинами.
Столицю республіки також прикрасив кінний монумент засновнику міста — Вахтанга Горгасалі того ж скульптора. Точно віднайдені пропорції нового монументу були вдало пов'язані з масштабом гори та стародавнім храмом.
Монументальні, символічні твори Амашукелі не мали нічого спільного з радянським офіціозом і ставали новим явищем тогочасного радянського мистецтва, ніяк не пов'язаного з комуністичною ідеологією.

### Монумент Слави
Для міста Поті Амашукелі створив два монументи. Вдалішим виявився Монумент Слави. Міська влада виділила для його створення площу перед театром. Горизонталь будівлі театру підказала скульптору ідею створення монументу на контрасті — горизонталь театру — вертикаль монументу. На високому і вузькому постаменті височить струнка жінка, що урочисто несе меч. Він водночас хрест — натяк на могили загиблих і заповіт — захищати батьківщину завжди. В жесті — урочистість посвяти, присяги матері, стриманий пафос і ніякої агресії чи погрози.

### Меморіал в Горі
Амашукелі довів, що може створювати не тільки статично-урочисті монументи, а й динамічні. Це особливо виявилися в монументі для міста Горі. Молодий герой стрімко осідлав лева і примусив того рухатись у потрібному напрямку. Вказівкою нестримного руху вперед є рука героя і вся його постать, атлетична і гнучка. Важливою деталлю монументу став меч, обвитий виноградною лозою. Надзвичайно вдалий силует фігур і меч, обвитий виноградною лозою пов'язали твір з найкращими національними традиціями, з героями Шота Руставелі, Важа Пшавела, з коштовними шатами грузинських ікон, з мініатюрами рукописів грузинського середньовіччя.

### Поранений орел, м. Зестафоні
Назва монументу — символічна. Поранений орел — це поранений герой-захисник батьківщини, що помирає, та не підкорюється ворогові. Амашукелі досить вдало поєднав академічну форму з античним надбанням. Його герой — майже цитата античної скульптури, силует якої підкреслила заокруглена драперія та меч в руці героя. Монумент — ніби надгробок усім загиблим з міста Зестафоні, що не повернулися з війни — урочистий і сумний.

## Дзвін знання— Дедаена
На березі річки Кура створено сквер. Там і було вирішено встановити монумент грузинському письменнику Якобу Гогебашвілі, автору книги «Рідна мова». Амашукелі працював над монументом п'ять років, бо треба було знайти новий пластичний образ та узгодити його за масштабом з оточенням. Звичного прямокутного постаменту — нема. Скульптор відмовився як від нього, так і від портретного образу. З землі виростають об'єми, дещо схожі на людські руки. Замість долоней — аркуші з грузинськими написами. По-між рук у небо підноситься фігура юнака, над яким встановлено діючий дзвін. Це найбільш узагальнений і символічний з монументів майстра, якому хотілося пов'язати дзвін монумента з відвідувачами скверу, студентами, дітьми з мамами, що бувають тут.

## Нагороди
За скульптуру Мати-Грузія Элгуджа Амашукелі у 1965 році отримав Державну премію Грузинської республіки ім. Ш. Руставелі. Того ж року він отримав почесне звання заслуженого художника Грузинської РСР. З 1988 р. — він народний художник СРСР.
Почесний громадянин Тбілісі (1981).

## Вибрані твори
- «Мати Грузія» (Картліс деда), Тбілісі, 1958 — 1963 рр.
- Монумент засновнику Тбіліі Вахтангу Горгасалі, Тбілісі, 1959 — 1967 рр.
- Монумент Слави, м. Поті, 1965 — 1967 рр.
- «Поранений орел», м. Зестафоні, 1968—1969 рр.
- Монумент героям, м. Поті, 1979 р.
- «Монумент Перемоги», м. Горі, 1979 р.
- Кінний монумент цареві Давіду, Кутаїсі.
- скульптура «Балада про тигра та юнака», гіпс, 1980 р.
- монумент «Дзвін знання — Дедаена», 1983 р.
- барельєф «Старий і новий Тбілісі» для фасаду Дитячої галереї.